# Karate Kiba
Karate Kiba è un film del 1976 diretto da Simon Nuchtern.
Pellicola di arti marziali, con Sonny Chiba, venne successivamente distribuita negli Stati Uniti una versione censurata nota come Chiba the Bodyguard.

## Trama
(Il maestro Chiba/Sonny Chiba)
Il maestro di karate che combatte la criminalità, Chiba, è tornato in Giappone, dove tiene una conferenza durante la quale annuncia la sua intenzione di voler eliminare le radici del commercio di droga nel suo paese. Offre i suoi servigi di guardia del corpo a chiunque avrà il coraggio di procurare informazioni sulle attività dei signori della droga. Viene presto avvicinato da una donna misteriosa che afferma di avere un'informazione importante e chiede la protezione di Chiba. Sembra essere davvero intenzionata a dirgli la verità, ma è veramente ciò che vuol far credere?

## Collegamenti ad altre pellicole
- In Pulp Fiction di Quentin Tarantino, il versetto recitato da Samuel L. Jackson, Ezechiele 25:17 è copiato dal versetto che pronuncia Chiba in Karate Kiba. Quentin Tarantino, regista di Pulp Fiction, è un grande fan di Sonny Chiba, che ha definito il più grande attore che abbia mai lavorato nei film di arti marziali.